# Srbac
Srbac (szerbül: Србац, 1933-ig Svinjar), város és községközpont Bosznia-Hercegovinában, Bosanska krajina területén, a Szerb Köztársaságban. Srbac község területe 453 km2, és 39 települést foglal magában. A fejlett textil-, vegyi-, faiparral és kisvállalkozásokkal rendelkező Srbac kereskedelmi, oktatási, egészségügyi, kulturális és sportközpont.

## Fekvése
Bosznia-Hercegovina északi részén, Banja Lukától légvonalban 43, közúton 49 km-re északkeletre, az Orbász és Száva összefolyásánál található. A község északi határa 42 km hosszúságban egybeesik Bosznia-Hercegovina és a Horvát Köztársaság nemzetközi határával. A község területének mintegy kétharmadát dombos és hegyes domborzati formák foglalják el, míg a fennmaradó részt síkságok teszik ki. Míg a község nyugati része sík-dombos, és elsősorban mezőgazdasági célokat szolgál, addig a keleti részén a Motajica erdős alacsony hegylánca 650 m magasra emelkedik. A Motajica-hegység szigetként emelkedik ki a Száva-síkságból, és több 500 méter feletti csúcsa van (Gradina 652, Lipaja 643, Oštraja 521). Ezen a tájon gazdag lombhullató erdők is találhatók, a táj többnyire tölgyekkel és bükkkel borított. A Motajica az egyetlen boszniai hegység, ahol gránit található. 
A sík terület négy részből áll: A Lijevče polje mezeje az Orbász folyó nyugati partja mentén a település déli és délnyugati részét fedi le. A Nožičko-srbačka síksága Martinac falutól az Orbász folyó keleti partja mentén Srbac városáig, illetve a folyó szávai torkolatáig terjed, a Lepeničko – srbačka síksága, és a Ćukalsko-srđevačka síksága. Ezeken a nagy síkságokon kívül a síkság több mezőt is magában foglal, mint például a Glinica, mely Srbac város közelében, a Lučica és a Donje Polje Kaoci falu közelében, a Vlakničko polje Vlaknica falu közelében, a Poloj és a Ritovi pedig Kobaš falu közelében található. A termőföld a terület 60%-át foglalja el, ma az aktív mezőgazdasági népesség a község teljes lakosságának 25%-át teszi ki. Geológiai, morfológiai, vízrajzi, éghajlati és egyéb tényezők alapján Srbac területe alkalmas gabonatermesztésre. A környező hegyek a község síksági részét egy medencébe foglalják, ami itt a kontinentális éghajlat, valamivel sajátosabb változatával rendelkezik, határozott őszökkel és erős szél nélküli tavaszokkal, de nyári, téli, sőt őszi ködös időszakokkal is. Az is előfordul, hogy még májusban és júniusban is esik a hó.
A Srbac települést magában foglaló terület nagyon gazdag vízben. A Srbac város közelében a Szávába ömlő Orbász folyón kívül számos kisebb folyó és patak is található, mint például a Matura, a Povelič, az Ina, a Savica, a Lepenica és az Osovica. Az Orbász folyó nagy jelentőséggel bír az egész régió számára. Felső folyásánál vizét vízerőművek használják villamosenergia-termelésre az alsó folyásnál pedig főként mezőgazdasági öntözésre hasznosítják. A folyó forrásától a torkolatáig 235 kilométer hosszú, ebből 27 km Srbac községben található. Az Orbász folyón kívül a Száva is nagy jelentőséggel bír a helyi közösség számára. A Száva 40 km hosszan folyik Srbac önkormányzati határa mentén, bár a településen nincs kikötő. A teljes forgalmat és a folyón való átkelést már korábban is kompok bonyolították le, melyek Bajinci és Kobaš falvakban (1991 óta már nem üzemel), valamint Srbac városában, a hivatalos határátkelőhelyen üzemeltek. A kisebb vízfolyásokból származó vízenergiát a múltban malmok működtetésére használták. A Savica-patak, amely tározójával együtt horgászterületet alkot, fontos turisztikai potenciált jelent. A Savica-víztározó körülbelül 5 km-re délre található Srbac városától, a Povelič folyó torkolatának közvetlen közelében.

## Népessége

### A község népessége

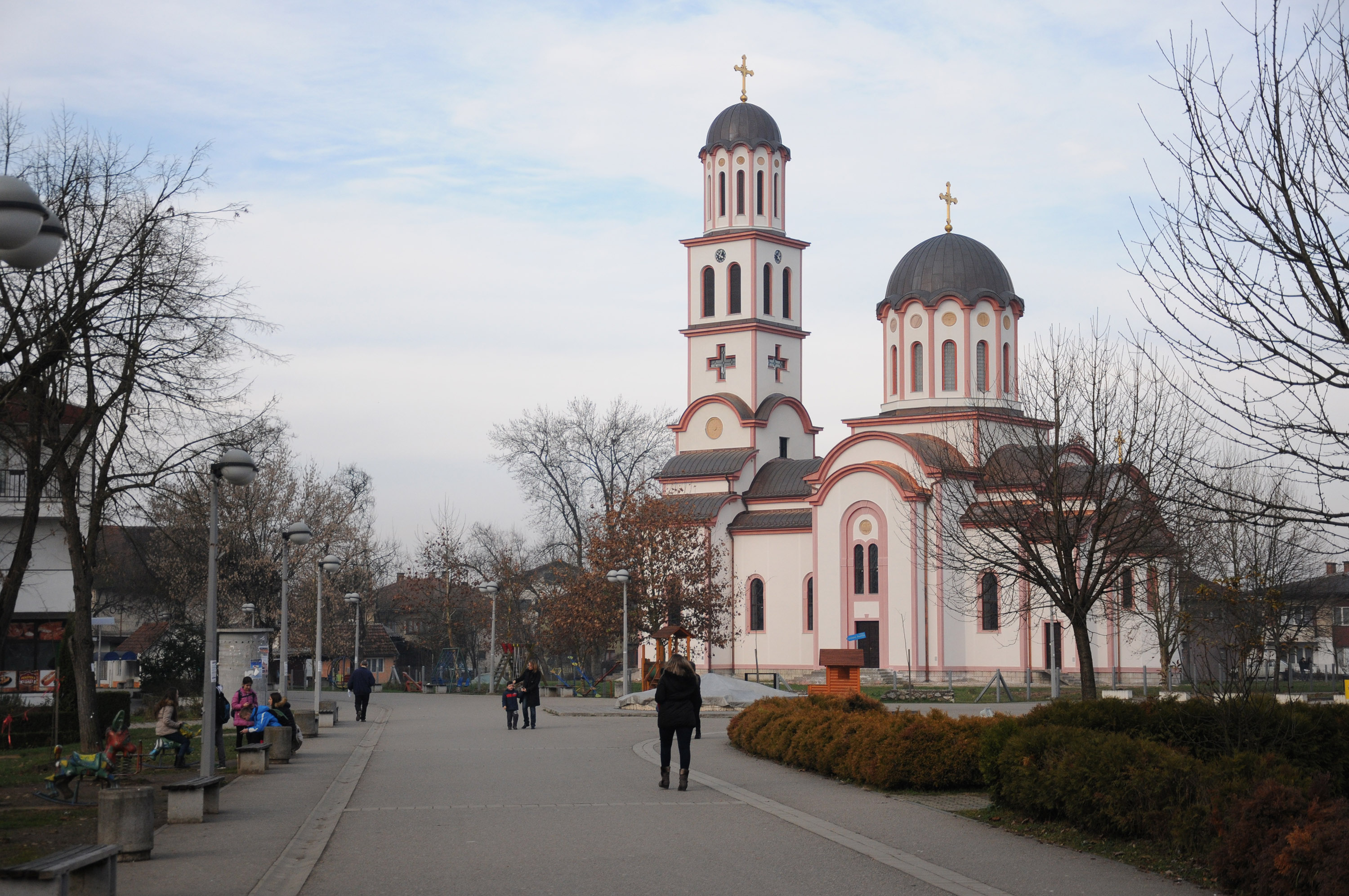
Az új ortodox templom

| Nemzetiségi csoport | Népesség 1991 | Népesség 2013 |
| ------------------- | ------------- | ------------- |
| Szerb               | 19382         | 16630         |
| Bosnyák             | 940           | 417           |
| Horvát              | 140           | 131           |
| Jugoszláv           | 811           | 11            |
| Egyéb               | 567           | 265           |
| Összesen            | 21840         | 17587         |

### A város népessége
| Nemzetiségi csoport | Népesség 1991 | Népesség 2013 |
| ------------------- | ------------- | ------------- |
| Szerb               | 2605          | 2682          |
| Bosnyák             | 51            | 21            |
| Horvát              | 54            | 27            |
| Jugoszláv           | 209           | 8             |
| Egyéb               | 124           | 63            |
| Összesen            | 3043          | 2801          |

## Története
Ezen a területen már a vaskorban is volt egy Caganov Grad nevű település. Ezt a Srbac melletti kis területet a mai napig Caganinak hívják. A Nyugatrómai Birodalom bukása előtt is említettek egy települést ezen a területen. A helyet sokáig Srbacnak hívták, egészen addig, amíg Bosznia-Hercegovina megszállása idején a Bosanski Svinjar nevet nem kapta. Ezt követően Svinjar néven, faluként említik, egészen 1933-ig. Nagyobb település ezen a területen a gyakori háborúk miatt nem tudott kialakulni.
A korabeli források szerint ez a vidék a 10. és 11. században Horvátország részét képezte, majd a 12. század elején vele együtt a Magyar Királyság része lett. A török hódításokig Orbász megyét a Magyar Királyság részét képező a Szlavón Bánság részeként emlegették. A 14. század vége felé Hrvoje Vukčić Hrvatinić herceg lett az ura. A 15. század első felében az Orbásztól jobbra a Száváig és a Drináig terjedő terület közvetlen magyar fennhatóság alatt, a balra fekvő terület pedig az Orbásztól Dubicáig Hrvoje Vukčić Hrvatinić birtokában volt. 1463/1464-ben ez a terület az újonnan létrehozott Jajcai Bánság része lett, amelyet I. Mátyás magyar király alapított. Ez a helyzet egészen addig tartott, amíg a bánság északi részei 1535/36-ban oszmán uralom alá nem kerültek, amikor is Husref bég elfoglalta Kobaš és Levač várait, és átkelt Szlavóniába seregével. Ekkor ez a terület a Kobaši kádiluk, a Banja Luka-i vijalet és a Boszniai Szandzsák része lett.
Területét már a középkorban gyakran dúlták a hadak. A város közelben, a Motajica-hegységben 1911-ben egy 15. századi szakállas puskát találtak. Az 1596-os írásos dokumentumokban a nagy háború alatt Hafiz Ahmed pasa nagy seregével Svinjar vára közelében kelt át a Száva folyón Szlavóniába. Egy 1621-ből származó német nyelvű térkép is Svinjarnak nevezi ezt a helyet. Az oszmán uralom alatt ez a terület a Boszniai pasaluk része volt. 1847-ben 364 ortodox szerbet regisztráltak Svinjarban, két évtizeddel később, 1867-ben pedig számuk felére csökkent, mindössze 261 lélekre. Az 1875-től 1878-ig tartó Oszmán Birodalom elleni felkelés során Svinjar a felkelés fontos helyeként szerepel. 1875. november 21-én Srbac helység közelében zajlott az egyik török elleni csata, ahol a felkelők lerombolták a török katonai tábort.
A település 1878-ig tartozott az Oszmán Birodalomhoz, ekkor a berlini kongresszus határozata alapján az Osztrák-Magyar Monarchia része lett. 1879-ben az első osztrák-magyar népszámlálás során a Banja Luka-i járáshoz tartozó településnek 53 háztartása és 269 ortodox lakosa volt. 1888-ban elemi iskola nyílt Svinjarban. Az 1899 és 1921 közötti időszakban körülbelül 7000 lengyel és körülbelül 5000 ukrán telepedett le ezen a területen. 1910-ben a Banja Luka-i járáshoz tartozó településen 31 háztartást és 299 ortodox lakost találtak. A monarchia szétesésével 1918-ban előbb a Szerb-Horvát-Szlovén Királyság, majd 1929-től a Jugoszláv Királyság része. Az 1929-es törvény értelmében, amikor Bosznia-Hercegovinát négy banovinára, Drinskára, Vrbaskára, Zetskára és Primorskára osztották, a település a Vrbaska banovina része lett, amelynek székhelye Banja Luka volt. 1929 végén Svinjarban egészségügyi központot nyitottak. 1933. november 2-án a Jugoszláv Királyság Belügyminisztériuma a település Srbac névre történő átnevezéséről döntött. A Srbac név kiválasztásánál alapvetően három tényező volt meghatározó: földrajzi, történelmi és etnikai. Először is a muszlimokat zavarta hitük miatt, hogy a települést a (tisztátalan) disznókról nevezték el. A Srbac környéki egyes lakott helyek elhelyezkedésére és eredetére vonatkozó adatok nem maradtak fenn. Egyes települések nevének eredetéről hagyományok maradtak fenn a nép körében. Jugoszlávia megszállása után a Független Horvát Állam (NDH) része lett. A második világháború után a szocialista Jugoszláviához tartozott. Az 1970-es években a Srbac gyorsan fejlődött az új textil- és csomagológyárak megnyitásával. Jugoszlávia felbomlása és a bosznia-hercegovinai háború miatt azonban minden gazdasági növekedés megállt. 1992 nyarán Srbacot háromszor is bombázták a horvát erők. Ezekben az incidensekben senki sem halt meg, Srbac csak kisebb anyagi károkat szenvedett. A daytoni békeszerződést követő területfelosztásnál a Szerb Köztársaság területéhez került.

## Gazdaság
Srbac község kifejezetten mezőgazdasági terület, a mezőgazdasági termelésben nagy hagyományokkal rendelkezik. A 45 250 hektáros összterületből a szántó mintegy 22 000 ha-t, a terület 49%-át foglalja el, ebből a legtöbb szántó, mintegy 16 760 ha, 4 091 ha legelő található. A növénytermesztésen belül a terület mintegy 67%-án a gabonafélék, 25%-án az ipari és takarmánynövények, mintegy 8%-án a zöldségtermesztés a legelterjedtebb. Összesen mintegy 16 000 ha erdő található, amelyből mintegy 500 ha gyümölcsösökkel van benőve, amelyek erdőnek minősülnek.
Az ipart néhány helyi üzem képviseli:
- Az ENSA BH Srbac-Prijebljezi a Sava d.d. energiaipari csoport része Szlovéniából. Ez a cég a fahulladékot késztermékké, pelletté és brikettté dolgozza fel az ipar, a fűtőművek és a háztartások számára. Termékeit Ausztriába, Szlovéniába és Olaszországba exportálja.

- A Perutnina Ptuj Srbac a Perutnina Ptuj csoport tagjaként egyike a négy vágóhídnak a volt Jugoszláviában, és az egyetlen Bosznia-Hercegovinában. Itt 2006. augusztus 14-én kezdte meg a termelést 64 alkalmazottal, ma pedig 316 alkalmazottat foglalkoztat.

- A FarStar OGIS medical DOO Srbac orvosi (sebészeti) sapkákat és maszkokat gyárt. A cég termékeit a FarStar medical GmbH Hamburgon keresztül forgalmazzák, és számos németországi egyetemi klinikán, valamint az Európai Unió más országaiban használják.

## Oktatás
- A Jovan Jovanović Zmaj Srbac Általános Iskola, amelyhez a Kobaš és Nožičko nyolcosztályos területi általános iskolák, valamint a Nova Ves, Stari Martinac, Povelic és Kaoci négyosztályos területi iskolák tartoznak. Az iskolának összesen körülbelül 1000 diákja van.

- Szintén Srbacban működik a Petar Kočić Iskolaközpont, mintegy 580 diákkal, valamint 48 tanárral és egyéb személyzettel. Ebben az iskolában van egy középiskola és egy szakiskola is, ahol a diákok közgazdaságtant, kereskedelmet, vendéglátást, turizmust, gépészetet és autószerelést tanulnak.

- A srbaci gimnázium 1962-es megnyitása méltán tekinthető korszakos eseménynek a település számára. Addig több általános iskolát végzett diák ment továbbtanulni nagyobb központokba, főként Banja Lukába, a szegényebb családokból származók pedig otthon maradtak. A szakmai személyzet hiánya volt az egyik fő oka annak, hogy a Srbac lemaradt a fejlődésben.

- Oktatási és nevelési területen a „Naša radost” Óvoda is itt működik. Az óvodába mintegy 80 gyermek jár bölcsődéstől óvodás korig.

## Kultúra
- Srbac község kulturális életében nagy szerepet játszik a Kulturális és Sportközpont, amelyet 2008 májusáig a Razbojban született híres színészről „Uglješa Kojadinović” Népegyetemnek hívtak. Ez az intézmény négy évtizedes fennállása és munkája során óriási mértékben hozzájárult a lakosság különböző szakmákra való felkészítéséhez, a kultúra szinte minden területén (filmművészet, színház, képzőművészet, varieté) az állampolgári igények kielégítéséhez. A Kulturális és Sportközpont munkájában különleges helyet foglal el az 1984-ben alapított Bardača-Srbac Művészeti és Ökológiai Kolónia, amelynek célja, hogy a művészeten keresztül elősegítse a természet és az egészséges környezet megőrzését. A telep a mai napig folyamatosan működik (a háború alatt is működött), évről évre több művészt hoz össze a volt Jugoszláviából és más országokból. Állományában több mint 500 műalkotás található.

- A mintegy 23 ezer könyvet számláló Srbaci Nemzeti Könyvtár az elmúlt években nagyban hozzájárult Srbac település lakossága kultúrájához. A könyvtár egyik legnagyobb értéke a helyi gyűjtemény, amely 300 monografikus kiadványt és mintegy 800 olyan egyéb könyvtári egységet foglal magában, amelyek tartalma a Srbachoz kapcsolódik.

- A szerb nép szellemiségének és nemzeti identitásának megőrzésében kiemelt helyet foglal el a Prosvjeta Srbac Szerb Oktatási és Kulturális Egyesület A „Prosvjeta” szerzőket és alkotókat fog össze, és különösen szép eredményeket ért el az irodalmi alkotás és az újságírás területén. Az egyesület keretében közel 30 hazai szerző könyve, kiadványa jelent már meg.

- 2005 óta működik a „Biser” Kulturális és Művészeti Egyesület, amely magában foglalja a Városi Akadémiai Kórust és a „Spomenke” zenei etnocsoportot.

- A községben számos folklór egyesület működik: 
  - a KUD „Mladost” Stapari - Razboj Lijevče, mely Razboj Lijevče Egyházközségek kulturális egyesülete,
  - Kobašból a „Đurđevak” Hagyományőrző Társaság,
  - Srbacból a KUD "Beli anđeo” Kulturális és Művészeti Egyesület,
  - Sitnesből a „Motajicki vuk” Polgári Folklór Egyesület,
  - Razbojból a „Lijevče” néptáncegyüttes
  - Kukuljéból a KUD „Đerdan” Kulturális és Művészeti Egyesület

## Egészségügy
A település egészségügyi ellátórendszerét állami egészségügyi intézmények: Egészségügyi Központ és a Srbac Gyógyszertár, valamint egészségügyi vállalkozók: magánorvosi és fogorvosi rendelők, valamint magángyógyszertárak alkotják. A Srbac Egészségügyi Központ biztosítja a lakosság egészségügyi alapellátását, és számos szakszolgálattal rendelkezik. Az egészségügyi intézményben 20 orvos és 42 nővér dolgozik, emellett a községben 12 háziorvos is működik. A településen a szociális ellátást a Szociális Munkaközpont szervezi, amely számos tevékenységet végez, így állandó és egyszeri anyagi segítségnyújtást, egészségbiztosítást, szociálisan hátrányos helyzetű személyek intézetében, családjában való elhelyezést, kiskorúak, családon kívüli idősek gondozását stb.

## Sport
- Srbac község területén az elmúlt évek legnagyobb sportfejlesztési infrastrukturális beruházása egy új sportcsarnok építése volt. A srbaci új sportcsarnok mintegy 600 férőhelyes, és az Európai Kézilabda Szövetség szabványai szerint épült.

- Srbac az FK Sloga labdarúgóklub, az RK Srbac kézilabdaklub, a RK Srbac női kézilabdaklub, a KK Srbac kosárlabdaklub, valamint a KK „Borac” Srbac karate klub székhelye. A Srbac férfi és női kézilabdaklubok a Szerb Köztársaság második kézilabda-bajnokságában, a nyugati csoportban versenyeznek, a férfi kézilabdacsapat pedig egy ideig a Szerb Köztársaság első ligában is szerepelt. A nemzetközi porondon a srbaci Borac, a razboji Staparski vitezovi és a lijevčei karate klub ért el a sikereket, amelyek tagjai az elmúlt két évtizedben több száz érmet szereztek. A Srbac Sakk Klub alig két év alatt feljutott a bosznia-hercegovinai második ligából a az első ligába, ami a klub történetének legnagyobb sikere, és több alkalommal megnyerték a Boszniai Szerb Köztársaság Kupáját is.

## Nevezetességei
- Az Úr feltámadásának tiszteletére szentelt ortodox temploma

- Cagan Grad – őskori és középkori település maradványai. A területen 1958-ban végeztek próba ásatásokat N. Miletić és P. Anđelić vezetésével. Az Orbász és a Száva összefolyása közelében fekvő települést földsánc határolta. Az ásatások vaskori cseréptöredékeket és egy kora középkori erődítmény maradványait tárták fel.[4]

## Fordítás
- Ez a szócikk részben vagy egészben  a(z)   Србац című szerb Wikipédia-szócikk ezen változatának fordításán alapul.  Az eredeti cikk szerkesztőit annak laptörténete sorolja fel. Ez a jelzés csupán a megfogalmazás eredetét és a szerzői jogokat jelzi, nem szolgál a cikkben szereplő információk forrásmegjelöléseként.